# Конусоголовы
Конусоголовы (лат. Ruspolia) — род прямокрылых из семейства настоящих кузнечиков подсемейства Conocephalinae.

## Описание
Стройные кузнечики среднего и крупного размера. Лоб сильно скошен. Вершина темени не конусовидная. Нижняя поверхность переднегруди с двумя тонкими отростками. Внутренняя поверхность церок самцов с двумя зубцами. Яйцеклад не изогнутый. Некоторые виды плохо различаются морфологически, но могут быть идентифицированы по звуковым сигналам.

## Экология
Предпочитают увлажнённые местообитания. Для некоторых видов характерна ночная активность.

## Классификация
В состав рода включают около 40 видов.
- Ruspolia abrupta (Walker, 1869)
- Ruspolia ampla (Walker, 1869)
- Ruspolia aostae (Karny, 1920)
- Ruspolia baileyi Otte, 1997
- Ruspolia basiguttata (Bolívar, 1906)
- Ruspolia brachixipha (Redtenbacher, 1891)
- Ruspolia breviceps (Walker, 1871)
- Ruspolia consobrina (Walker, 1869)
- Ruspolia differens (Serville, 1838)
- Ruspolia diversa (Walker, 1869)
- Ruspolia dubia (Redtenbacher, 1891)
- Ruspolia egregia (Karny, 1907)
- Ruspolia exigua (Bolívar, 1922)
- Ruspolia flavovirens (Karny, 1907)
- Ruspolia fuscopunctata (Karny, 1907)
- Ruspolia halmaherae (Brunner von Wattenwyl, 1898)
- Ruspolia indica (Redtenbacher, 1891)
- Ruspolia indicator (Walker, 1869)
- Ruspolia insularis (Walker, 1869)
- Ruspolia intacta (Walker, 1869)
- Ruspolia interrupta (Walker, 1869)
- Ruspolia jaegeri (Roy, 1971)
- Ruspolia jezoensis (Matsumura & Shiraki, 1908)
- Ruspolia kashmira  Shah, Usmani, Ali & Dar, 2021
- Ruspolia latiarma Bailey, 1975
- Ruspolia lemairei (Griffini, 1909)
- Ruspolia liangshanensis Lian & Liu, 1992
- Ruspolia lineosa (Walker, 1869)
- Ruspolia macroxipha (Redtenbacher, 1891)
- Ruspolia madagassa (Redtenbacher, 1891)
- Ruspolia marshallae Bailey, 1980
- Ruspolia nitidula (Scopoli, 1786)
- Ruspolia paraplesia (Karny, 1907)
- Ruspolia persimilis (Griffini, 1909)
- Ruspolia praeligata (Bolívar, 1922)
- Ruspolia pulchella (Karny, 1907)
- Ruspolia pygmaea Schulthess, 1898
- Ruspolia ruthae Bailey, 1975
- Ruspolia sarae Bailey, 1975
- Ruspolia subampla Bailey, 1975
- Ruspolia yunnana Lian & Liu, 1992

## Распространение
Встречаются в Африке и Евразии и Австралии.